# Eleven (casa discografica)
La Eleven fu una casa discografica italiana attiva negli anni settanta.

## Storia della Eleven
L'Eleven fu una casa discografica fondata dal maestro Aldo Pagani e da Augusto Martelli, con sede a Milano.
Tra gli artisti che incisero per l'etichetta i più noti furono Stella Carnacina, Piero Cotto e Vanna Brosio, oltre al jazzista Arnaldo Ciato, che collaborava anche come arrangiatore; inoltre per un certo periodo l'etichetta ha pubblicato in Italia dischi di artisti brasiliani.
Per questa etichetta debuttò nel 1979 Fausto Mesolella, in seguito chitarrista degli Avion Travel.
La distribuzione era curata dalla Fonit Cetra

## Dischi
La datazione qui riportata si basa sull'etichetta del disco o sulla copertina; qualora nessuno di questi elementi abbia una datazione, è basata sulla numerazione del catalogo; talora è, infine, basata sul codice della matrice di stampa. Se esistenti, sono riportati, oltre all'anno, il mese e il giorno (quest'ultimo dato si trova, a volte, stampato sul vinile).

### 33 giri
| Numero di catalogo | Anno | Interprete                     | Titoli                         |
| ------------------ | ---- | ------------------------------ | ------------------------------ |
| ELC 25121          | 1976 | O Genio                        | O som e o balanco de nonato    |
| ELC 25130          | 1977 | Aronne Cereda                  | Vivo                           |
| ELC 25137          | 1978 | Piero Cotto                    | Piero Cotto                    |
| ELC 25144          | 1978 | Augusto Martelli e Piero Cotto | Augusto Martelli & Piero Cotto |
| ELC 25145          | 1978 | Persimfans                     | Quinta dimensione              |
| ELC 25147          | 1979 | Fausto Mesolella               | Tirrenio                       |
| ELC 25150          | 1979 | Augusto Martelli e Piero Cotto | La Capannina di Franceschi     |

### 45 giri
| Numero di catalogo | Anno | Interprete        | Titoli                                            |
| ------------------ | ---- | ----------------- | ------------------------------------------------- |
| EL 40              | 1976 | Benito Di Paula   | Charlie Brown/'na casa de sinha                   |
| EL 42              | 1976 | Claudia Brasil    | Gusto de ser como sou/Macumba                     |
| EL 53              | 1977 | Ciato and Ciato's | Turquoise/Nada de nada                            |
| EL 56              | 1977 | Piero Cotto       | Nel giardino dell'orco/Filastrocca senza tempo    |
| EL 57              | 1977 | Manuela Gi        | Luna puttana/Ma quanta è la stanchezza            |
| EL 63              | 1977 | Vanna Brosio      | Colpa di un disco/Colpa di un disco (strumentale) |
| EL 64              | 1977 | Piero Cotto       | I Get A Funny Feeling/So Nice                     |
| EL 65              | 1977 | Album             | Dolce segreto/Per sempre noi                      |
| EL 77              | 1978 | Mino Reitano      | Keko il tricheco/Va il cow-boy                    |
| EL 80              | 1978 | Stella Carnacina  | How wonderful you are/For away                    |
| EL 82              | 1978 | Persimfans        | E.S.P. Extra sensory perception/Quinta dimensione |
| EL 83              | 1978 | I Mimesis         | Diva da strapazzo/Il divano a fiori               |
| EL 85              | 1979 | Mino Reitano      | Piccola donna/I tuoi silenzi                      |
| EL 87              | 1979 | Piero Cotto       | Figlio di un cane/Mi piace lei                    |
| EL 90              | 1980 | Island            | Island/Patatha                                    |
| EL 99              | 1980 | Patrizia Caselli  | Un amore anonimo/Ciao come stai                   |
| EL 101             | 1981 | Patrizia Caselli  | Walkman/Sognando la Giamaica                      |